# Beleg van Utrecht (1345)

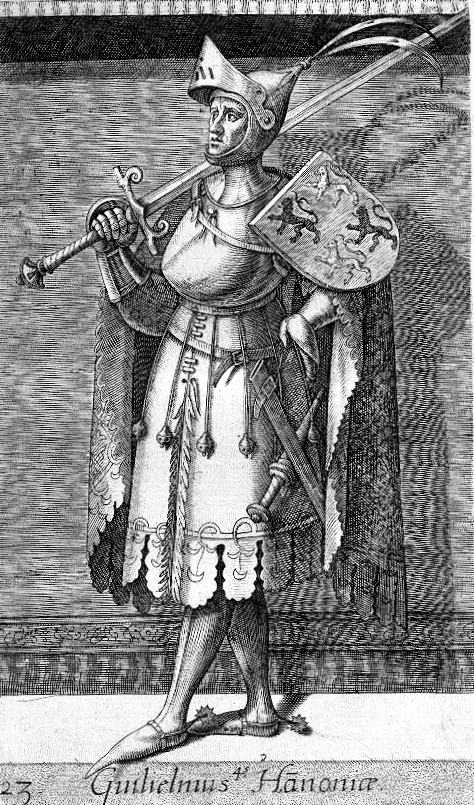
Willem IV van Holland.

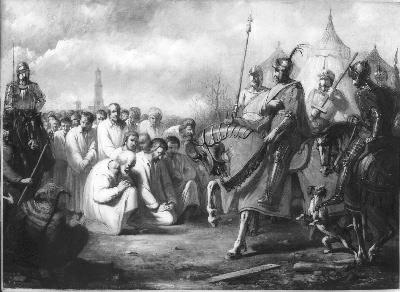
400 burgers smeken Willem IV om vrede, schilderij van Jacobus van Dijck 1860.

Het Beleg van Utrecht, of zoals het in oude kronieken vaak wordt aangeduid met Het Beleg op de Noordelijkste stad van Noord-Nederland, vond plaats van 8 juni tot en met 22 juli 1345 . Willem IV van Holland wilde het bisdom Utrecht onder bisschop Jan van Arkel onderwerpen aan het gezag van het Graafschap Holland.

## Achtergrond
Volgens oude kroniekbeschrijvingen moet Willem IV van Holland zich al vanaf 1342 hebben voorbereid op het beleg van Utrecht. Een van de redenen van het beleg zou kunnen zijn, dat er diverse conflicten waren over de handelsroute over de rivier de Vecht en het gebied Vreeland waar het bisdom door middel van tolheffingen de eigen kas spekte. Een andere aanvoering voor het beleg was, dat het bisdom de Hollandgezinde partij en afgezanten de stad uit hadden gezet.
Maar waar men het meest van uitging is het politiek bestuur van Jan van Arkel. Jan had zijn betreding als bisschop mede te danken aan graaf Willem IV. Willem had het liefst gezien dat de bisschop zich als een soort onderdaan zou gaan gedragen tegenover de Hollandse landsheer.
Edelen die tot "Heervaart" waren opgeroepen door graaf Willem IV van Holland, waren o.a. Jan van Beaumont,Willem van Duvenvoorde, Daniel van der Merwede, Dirk van Brederode, Herpert van Riede, Tieleman de Moelnaar, Jan de Moelnaar, Wolfert van Borselen, Floris van Haamstede, Arnoud van Haamstede, Nicolaas Kervinck van Reimerswaal, Raas van Kruiningen, Jan van Polanen, Jan van Egmond, Jan Persijn, Gerard van Heemskerk, Simon van Teylingen, Jan van de Wateringen, Willem van Naaldwijk, Willem van Oudshoorn, Jacob van de Binkhorst, Arnoud van Duvenvoorde, Dirk van Teylingen en Dirk van Zwieten

## Beleg
Het beleg begon met een gevecht bij Marendijck, gelegen tussen Utrecht en Montfoort waarbij de Hollanders de overwinning behaalden. Vervolgens gingen de Hollanders naar Meerndijk (het hedendaagse De Meern), alwaar ze aan land gingen en de stad Utrecht naderden. Een stormloop bleef uit, mede omdat de stadspoorten gesloten waren en het merendeel van de stad een grachtenversperring kende. Robert van Arkel, de broer van de bisschop, had op het moment van de landing van de Hollanders de leiding over Utrecht, terwijl zijn broer Jan van Arkel nog in Grenoble verbleef (sommige bronnen beweren Avignon). Robert had daarbij de verantwoordelijkheid over de 30.000 inwoners van de stad. Graaf Willem nam zijn intrek in een huis van de Duitse Orde buiten de westzijde van de stad, op een vlakte wat de "Ringborg" werd genoemd.
Na een eerste mislukte ruiteraanval, liet de graaf dertien stormtuigen opzetten en op diverse plaatsen van de stad beuken. Na enkele dagen ging de graaf met een bootje de diepte van de gracht peilen midden in de nacht. Bij deze actie werd er vanuit de stadsmuren een pijl geschoten die zijn voet trof. De aanvoerder van Utrechtse zijde zocht contact met de oom van Willem, graaf Jan van Beaumont, om hem tot redelijkheid te brengen, deze had zich op 7 juli met 220 manschappen aan de zijde van zijn neef Willem IV  gemeld. Ook had bisschop Jan van Arkel inmiddels het bericht bereikt over de belegering van zijn stad en toog zo spoedig als hij kon terug naar zijn Sticht. Uiteindelijk bood Robert van Arkel op 21 juli de Hollandse graaf de toegang tot de stad. De burgers waren bang voor een aankomende stormloop geworden en over de voedseltekorten.

## Nasleep
- Nadat de stad Utrecht zich had overgegeven, stelde Willem IV als eis dat vierhonderd burgers blootsvoets om vergiffenis kwamen vragen[8]. Dit werd zonder enige weerstand gedaan met de stadspoorters voorgaand in het gevolg. De stad met het Sticht zou een nieuw vredesvoorstel tekenen zodra de bisschop Jan van Arkel was teruggekeerd vanuit Frankrijk. Ondertussen vertrok Willem IV van Holland naar Amsterdam en Enkhuizen voor zijn volgende traject, het opnieuw onderwerpen van de Friezen, die dit keer vooral opstandig waren in Stavoren. Door het noodweer op de Zuiderzee landde de diverse schepen van de graaf gespreid, waardoor de eenheid gebroken was. De graaf kwam hierdoor met een kleine groep aangeland en werd dodelijk verslagen in de Slag bij Warns.
- Jan van Arkel die kort na de dood van Willem IV was teruggekeerd, vernam het nieuws over de dood van de graaf en besloot zijn voorgaande politiek voort te zetten. Hierbij ontstonden er vergeldingsacties tegen IJsselsteijn en Naarden, dat de graaf had gesteund. Dit resulteerde in 1349 in het Beleg van IJsselsteijn en de Slag bij Naarden (1350), waaruit later de Hoekse en Kabeljauwse twisten zouden ontstaan.
- Het beleg wordt samen met het Beleg van Delft (1359) gezien als de twee grootst opgezette belegeringen van de 14e eeuw in de Nederlanden.